# Nektar
Nektar est un groupe de rock progressif britannique, originaire de Hambourg, en Allemagne. Le groupe est formé en 1969 et se sépare deux ans après la sortie de l'album Man in the Moon en 1980. En 1999, Roye Albrighton est sauvé d'extrême justesse d'une infection du foie grâce à une transplantation de dernière minute, ce qui le décide, une fois guéri, de reformer le groupe qui l'a fait connaître. Cependant, Albrighton décède le 27 juillet 2016 des suites de sa maladie, mettant ainsi un terme aux activités du groupe.

## Biographie

### Débuts (1969–1973)
Nektar est formé à la fin 1969 à Hambourg, en Allemagne, par des musiciens anglais. Le groupe Prophecy composé, entre autres, de Alan Taff Freeman, Ron Howden et Derek Mo Moore jouait au Star-Club de Hambourg,. Roye Albrighton (†) qui tournait lui aussi dans le circuit des clubs allemands, mais peu satisfait de son groupe Rainbows, décida de fonder un nouveau groupe avec les trois musiciens de Prophecy pré-cités. C'est ainsi que Nektar naît. Le groupe est rejoint par Mick Brockett qui s'occupera des éclairages et des projections.
Après avoir signé avec le label allemand Bellaphon Records, le groupe enregistre rapidement en 1971 son premier album Journey to the Center of the Eye qui sera suivi de l'album-concept A Tab in the Ocean en 1972. Cet album contient les morceaux Desolation Valley et King of Twillight, qui deviendront des titres phares de leur future prestations scéniques. King of Twilight fera l'objet d'une reprise du groupe de hard rock anglais Iron Maiden en 1984 pour la face B de son single Aces High issu de l'album Powerslave.
L'année 1973 assiste à la sortie de leur troisième album ...Sounds Like This enregistré live en studio. Il sera le premier album du groupe à voir sa sortie au Royaume-Uni et sera décrit comme « un album extraordinaire » par Elton John. Le groupe fera deux apparitions au programme de télévision anglais The Old Grey Whistle Test.

### Apogée (1973–1982)
Remember the Future est le deuxième album à paraitre en 1973 et le premier à être distribué aux États-Unis. Il atteint la 19e place du Billboard en novembre 1974,  et est certifié disque d'or alors que le groupe n'a jamais mis les pieds aux États-Unis ; de ce fait une tournée y sera rapidement programmée. Le groupe tourne aussi en Europe en soutien à Frank Zappa. En 1974, pour la sortie de Down to Earth, le groupe s'adjoint les services du poète d'Hawkwind, Robert Calvert pour assurer une liaison humoristique entre les différents titres. L'album s'articule autour du concept du cirque.
L'album suivant, Recycled est enregistré en France et à Londres. Larry Fast y participe aux synthétiseurs en tant qu'invité, la présence d'une chorale y figurera aussi. Il est l'album qui établit définitivement Nektar aux États-Unis. Le groupe tourne intensément, mais les problèmes et la vie agitée sur la route sont la conséquence du départ de Roye Albrighton en 1976. Il est brièvement remplacé par l'américain Dave Nelson pour l'album suivant Magic is a Child qui sortira en 1977. Cet album sonne plus comme du rock FM avec ses titres plus courts, sur la pochette l'enfant sera représenté par la jeune Brooke Shields. Fin 1977, Mick Brockett arrête lui aussi sa collaboration avec le groupe, Dave Nelson quittera le groupe en 1978.
Le 1er juillet voit le retour de Roye Albrighton alors que le groupe tournait aux États-unis dans des salles de petite capacité. Peu après, Nektar retourne en Allemagne pour composer son prochain album. C'est aussi à cette époque que la section rythmique du groupe change, exit Ron Howden et Derek Mo Moore, remplacés par Carmine Rojas (basse) et Dave Prater. Man in the Moon sortira en 1980, et après une brève tournée le groupe se sépare.

### Retours (1999–2016)
En 1999, Roye Albrighton est sauvé d'extrême justesse d'une infection du foie grâce à une transplantation de dernière minute, ce qui le décide, une fois guéri, de reformer le groupe qui l'a fait connaitre. Il est rejoint en 2000 par Alan Taff Freeman et le batteur Ray Hardwick et appuyé par le label Bellaphon Records, le 9e album du groupe The Prodigal Son est enregistré et paru en 2001. 
2002 voit la remastérisation de l'album Remember the Future et la parution du concert à guichet fermé donné en 1974 à Londres, et intitulé Sunday Night Live at the London Roundhouse,. Une réunion du groupe avec tous ses membres fondateurs (y compris Mick Brockett) a lieu pour un concert donné lors du NEARfest qui se déroulait le 29 juin à Trenton dans le New Jersey. Il s'ensuit plusieurs autres concerts aux États-Unis et en Allemagne. En 2003, Nektar négocie les droits de son catalogue hors Allemagne et commence une remastérisation de celui-ci. En 2004, les albums sortent avec plusieurs titres bonus. En octobre 2003, le bassiste original, Derek Mo Moore, se retire définitivement laissant sa place à Randy Dembo. Le groupe part en tournée à travers l'Europe pour promouvoir son nouvel album Evolution. En septembre 2004, Alan Taff Freeman quitte lui aussi le groupe qui tourne aux États-Unis, il est remplacé par Tom Hughes.
2005 voit le groupe changer de management et donner des concerts au Brésil et être la tête d'affiche du festival Baja Prog qui se déroule à Mexicali au Mexique en mars 2006. Cette même année, leur producteur, Roy Clay, écope de deux ans et onze mois de prison pour fraude. En 2007, Klaus Henatsch (ex Jane) (claviers) et Peter Pichl (basse), deux musiciens issus de la scène rock de Hanovre, rejoignent Nektar. En 2008 sortira l'album studio du groupe, Book of Days. Le groupe continue à donner des concerts, et il en résulte un album live Fortyfied en 2009 pour fêter les 40 ans du groupe. Au début de 2011, leur album Remember the Future est réédité avec cinq morceaux bonus.
Roye Albrighton décède le 27 juillet 2016 des suites de sa maladie, mettant ainsi fin au groupe.

## Membres

### Membres actuels
- Derek "Mo" Moore - basse, claviers, chant, textes (1969-1978, 2002-2003, 2018 -)
- Mick Brockett - effets spéciaux (1969-1977, 2002, 2018 -)
- Ryche Chlanda - guitares, chant (1978, 2018 -)
- Randy Dembo - basse, pédales basses, chœurs (2003-2006, 2018 -)
- Kendall Scott - claviers (2018 -)
- Jay Dittamo - batterie (2023 -)

### Anciens membres
- Roye Albrighton (†) - chant, guitare, basse  (1969-1976, 1978, 1979-1982, 2000-2016, décédé en 2016)
- Alan "Taff" Freeman (†) - claviers, synthétiseurs, chœurs (1969-1978, 1979-1980, 2000-2004, décédé en 2021)
- Ron Howden (†) - batterie, percussions, chœurs (1969-1978, 2003-2016, 2018 - 2023, décédé en 2023)
- Larry Fast - synthétiseurs (1975-1978, 2002-2003)
- Dave Nelson - chant, guitares (1977-1978)
- Keith Walters - effets spéciaux (1979-1982)
- Tommi Schmidt - claviers, chœurs (1979-1982)
- Dave Prater - batterie, percussions, chœurs (1979-1982)
- Carmine Rojas - basse, chœurs (1980-1982, 2006)
- Ray Hardwick - batterie, percussion (2000-2003)
- Scott Krentz - percussion, chant (2002)
- Tom Hughes - claviers, chœurs (2004-2006)
- Steve Adams - guitares, chœurs (2006-2007)
- Desha Dunnahoe - basse, chœurs (2006-2007)
- Steve Mattern - claviers (2006-2007)
- Peter Pichl - basse (2007-2011)
- Klaus Henatch - claviers, chœurs (2007-2016, 2018) (New Nektar))
- Lux Vibratus - basse, chœurs (2011-2012, 2014-2016)
- Billy Sherwood - basse, production (2013)

## Albums studio
- 1971 : Journey to the Center of the Eye
- 1972 : A Tab in the Ocean
- 1973 : ...Sounds Like This
- 1973 : Remember the Future
- 1974 : Down to Earth
- 1975 : Recycled
- 1977 : Magic is a Child
- 1980 : Man in the Moon
- 2001 : The Prodigal Son
- 2004 : Evolution
- 2008 : Book of Days
- 2012 : A Spoonful of Time (cover)
- 2013 : Time Machine
- 2020 : The Other Side
- 2024 : Mission to Mars

## Albums live
- 1974 : Sunday Night at London Roundhouse 1974 (5 tracks)
- 1977 : Live in New York
- 1978 : More Nektar Live in New York
- 2002 : Unidentified Flying Abstract - Live at Chipping Norton 1974
- 2002 : Sunday Night at the London Roundhouse - Expanded version (10 tracks)
- 2004 : Greatest Hits Live
- 2005 : 2004 Tour Live
- 2005 : Door to the Future - The Lightshow Tapes Volume 1
- 2005 : Live In Germany 2005
- 2008 : Live In Detroit 1975
- 2011 : Fortyfied
- 2011 : Complete Live In New York 1974 (compiles Live in New York + More Live Nektar in New York)
- 2011 : Greatest Hits Volume 1 (Re-release of CD 1 of Greatest Hits Live)
- 2011 : Greatest Hits Volume 2 (Re-release of CD 2 of Greatest Hits Live)
- 2014 : Live at the Patriots Theater (re-release of Greatest Hits Live)
- 2017 : Live in Bremen

## Compilations
- 1976 : Nektar
- 1978 : Thru the Ears
- 1978 : Best of Nektar
- 1994 : Highlights
- 1998 : The Dream Nebulla - The Best of 1971-1975
- 2008 : The Boston Tapes
- 2011 : Retrospektiv 1969-1980